# Serra dels Masos
La Serra dels Masos és una serra situada al municipi de Paüls a la comarca del Baix Ebre, amb una elevació màxima de 331 metres.